# شرکت اندرو بارکلی سانز
شرکت اندرو بارکلی سانز (انگلیسی: Andrew Barclay Sons & Co.) یک شرکت تولیدکننده لوکوموتیو در بریتانیا است.
این شرکت که در سال ۱۸۹۲ میلادی تأسیس شده است در شهر کیلمارناک، اسکاتلند قرار دارد.